# Chapelle des sœurs de l'Enfant Jésus
La chapelle des sœurs de l'Enfant Jésus est une chapelle situé 48  rue du Barbâtre à Reims.

## Histoire et description
Le 4 août 1674, Nicolas Roland fait poser la première pierre d’une véritable chapelle pour sa Communauté du Saint Enfant Jésus de Reims naissante, qui sera bénite le 16 juillet 1675.
Pendant la période de la révolution, la chapelle sert de remise et d’ambulance.
En 1817, restauration de la chapelle.
En 1860, bénédiction d’une nouvelle chapelle par le Cardinal Thomas Gousset.
En juillet 1917, un incendie dévaste la Chapelle et une partie des bâtiments.
En 1922, inauguration de la chapelle reconstruite par l'architecte Émile Dufay-Lamy.

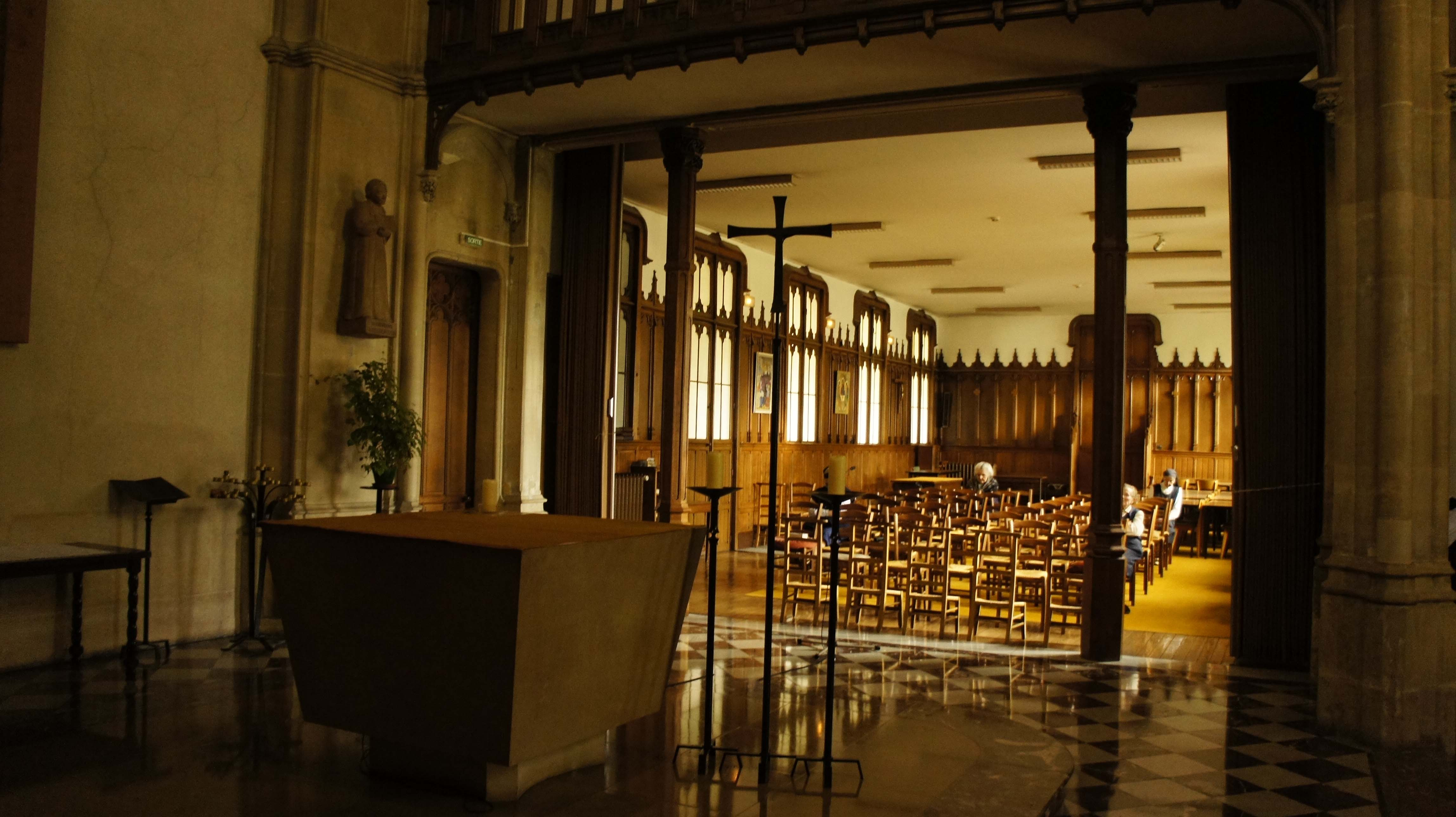
Chapelle des sœurs de l'enfant Jésus.

Le 27 juin 1967 : Incendie de la Chapelle et d’une partie des bâtiments.